# سعيد بن زيد
سَعِيد بن زَيْد القرشي العدوي (22 ق.هـ - 51 هـ / 600 - 671م) هو أحد العشرة المبشرين بالجنة، ومن السابقين الأولين إلى الإسلام، حيث أسلم بعد ثلاثة عشر رجلًا، وقبل أن يدخل النبي دار الأرقم وقبل أن يدعو فيها، كان أبوه زيد من الأحناف في الجاهلية؛ فلا يعبد إلا الله ولا يسجد للأصنام، وهو ابن عم عمر بن الخطاب، وأخته عاتكة بنت زيد زوجة عمر، وزوجته هي أخت عمر فاطمة بنت الخطاب والتي كانت سببًا في إسلام عمر بن الخطاب.
كان سعيد من المهاجرين الأولين، وكان من سادات الصحابة، شهد سعيد المشاهد كلها مع النبي إلا غزوة بدر، حيث بعثه النبي هو وطلحة بن عبيد الله للتجسس على أخبار قريش، فرجعا بعد غزوة بدر، فضرب لهما النبي بسهمهما وأجرهما، وشهد معركة اليرموك، وحصار دمشق وفتحها، وولاه عليها أبو عبيدة بن الجراح، فكان أول من عمل نيابة دمشق من المسلمين، وتُوُفي بالعقيق سنة إحدى وخمسين للهجرة، وهو ابن بضع وسبعين سنة، وحُمِل إلى المدينة، وغسله سعد بن أبي وقاص وكفنه.

## نشأته

### نسبه
- هو: سَعِيد بن زَيْد بن عَمْرو بن نُفَيل بن عبد العُزَّى بن رِيَاح بن عبد اللّه بن قُرْط بن رِزاح بن عَدِيّ بن كَعْب بن لُؤَي[7] بن غالب بن فهر بن مالك بن النضر بن كنانة بن خزيمة بن مدركة بن إلياس بن مضر بن نزار بن معد بن عدنان.[8]
- أمه: فاطمة بنت بَعْجَة بن أُميّة بن خُويلد بن خالد بن المعمّر بن حَيّان بن غَنْم بن مُليح من خزاعة.[9]
- أخته: عاتكة بنت زيد هي أخته لأبيه، أمها أم كرز بنت الحضرمي، أسلمت وبايعت وهاجرت، تزوجها عبد الله بن أبي بكر، فلما مات عنها تزوجها عمر بن الخطاب.[10]
- وهو ابن عم الخليفة الراشد الثاني عمر بن الخطاب، حيث يُعتبر الخطاب بن نفيل والد عمر بن الخطاب عم زيد بن عمرو بن نفيل والد سعيد، وأخاه لأمه أيضًا، وذلك لأن عمرو بن نفيل كان قد خلف على امرأة أبيه بعد أبيه - وكانت عادة في الجاهلية - وكان لها من نفيل أخوه الخطاب.[11]

### مولده وصفته
ولد سعيد بن زيد قبل البعثة النبوية ببضع عشرة سنة؛ لأنه مات سنة إحدى وخمسين للهجرة، وعمره بضع وسبعون سنة، وقيل أنه مات وله ثلاث وسبعون سنة، فحينذٍ يكون مولده قبل البعثة بثلاث عشرة سنة، كان سعيد يُكْنَى أَبا الأَعور، وقيل: أَبو ثور، والأَول أَشهر، وقال أهل التاريخ: كان سعيد بن زيد رجلًا آدَمَ طَوَالًا أَشْعَرَ.

### حنيفية والده

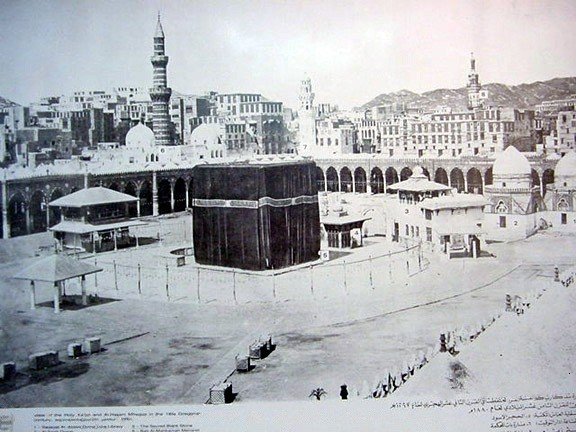
صورة أخذت للكعبة عام 1880 م (1297 هـ)

كان أبوه زيد بن عمرو بن نفيل حنيفيًا على دين النبي إبراهيم الخليل، حيث كان لا يعبد الأصنام، وكان لا يأكل ما ذبح على النُصُب، ويروي البخاري عن عبد الله بن عمر: «أن زيد خرج إلى الشام يسأل عن الدين ويتبعه، فلقي عالمًا من اليهود فسأله عن دينهم، فقال: إني لعلي أنْ أدين دينكم فأخبرني، فقال: لا تكون علَى ديننا، حتى تأخذ بنصيبك من غضب الله، قال زيد: ما أفر إلا من غضب اللَّهِ، ولا أحمل من غضب اللّه شيئًا أبدًا، وأنَّى أستطيعه؟ فهل تدلّني على غيره؟ قال: ما أعلمه إلا أن يكون حَنيفًا، قال زيد: وما الحنيفُ؟ قال: دينُ إبْراهيمَ، لم يكن يهوديًّا ولا نصرانيًّا ولايعبد إلا اللَّهَ. فخرجَ زيدٌ فلَقيَ عالمًا منَ النَّصارَى فذكر مثلَهُ، فقال: لن تكون على ديننا حتى تأخذ بنَصيبِكَ من لعنة اللَّهِ، قال: ما أفر إلا من لعنة اللهِ، ولا أحمل من لعنة اللهِ، ولا من غضبه شيئًا أبدًا، وأنَّى أستطيعُ؟ فهل تدلني علَى غيره؟ قال: ما أعلمه إلا أن يكون حنيفًا، قال: وما الحَنيفُ؟ قال: دينُ إبراهيمَ لم يكن يهوديًّا ولا نصرانيًّا، ولا يعبد إلا اللهَ. فلمَّا رأى زيد قولهم في إبراهيم عليْهِ السَّلام خرج، فلما بَرَزَ رفَعَ يدَيْهِ، فقال: اللَّهُمَّ إني أشْهَدُ أني علَى دينِ إبراهيمَ.»، ومن شعره في التوحيد ما حكاه محمد بن إسحاق، والزبير بن بكار وغيرهما:

محافظة البلقاء مكان وفاة زيد بن عمرو بن نفيل والد سعيد بن زيد

وكان زيد يُسند ظهره إلى الكعبة ويقول: «يا معاشر قريش والله ما منكم على دين إبراهيم غيري» وكان يحيي الموءودة ويقول للرجل إذا أراد أن يقتل ابنته: «لا تقتلها أنا أكفيكها مؤونتها»، فيأخذها فإذا ترعرعت قال لأبيها: «إن شئت دفعتها إليك وإن شئت كفيتك مؤونتها». وقد لقي زيد النبي محمد قبل البعثة، فقدمت إلى النبي سفرة فأبى أن يأكل منها، ثم قال زيد: «إني لست آكل مما تذبحون على أنصابكم ولا آكل إلا ما ذكر اسم الله عليه»، وكان زيد بن عمرو يعيب على قريش ذبائحهم، ويقول: «الشاة خلقها الله وأنزل لها من السماء الماء وأنبت لها من الأرض ثم تذبحونها على غير اسم الله إنكارًا لذلك وإعظامًا له». وروى أن النبي محمد سئل عن زيد فقال: «يبعث يوم القيامة أمة وحده»، وقال أيضًا: «دخلت الجنة فرأيت لزيد بن عمرو بن نفيل دوحتين»، مات زيد بأرض البلقاء من الشام لما عدا عليه قوم من بني لخم، فقتلوه، وكانت وفاته حين كانت قريش تبني الكعبة قبل البعثة النبوية بخمس سنين. ورثاه ورقة بن نوفل فقال:

## إسلامه
كان إسلام سعيد مبكرًا، حيث أسلم بعد ثلاثة عشر رجلًا، قبل أن يدخل النبي دار الأرقم وقبل أن يدعو فيها، فكان من السابقين الأولين إلى الإسلام، وأسلمت معه زوجته فاطمة بنت الخطاب، وكان إسلامه قبل إسلام عمر بن الخطاب، وكان في البداية يكتم إسلامه من عمر خشيةً منه، فلما علم عمر بإسلامه أخذ يؤذيه، فكان سعيد يقول: «وَاللَّهِ لَقَدْ رَأَيْتُنِي وَإِنَّ عُمَرَ لَمُوثِقِي عَلَى الْإِسْلَامِ قَبْلَ أَنْ يُسْلِمَ عُمَرُ.»
وكان سعيد بن زيد وزوجته فاطمة سببًا في إسلام عمر بن الخطاب، حيث كان عمر في بداية الأمر شديد العداء للإسلام، وكان يريد أن يقتل النبي، فسن سيفه وخرج من داره قاصدًا النبي، وفي الطريق لقيه نُعَيم بن عبد الله العدوي القرشي وكان من المسلمين الذين أخفوا إسلامهم، فقال له: «أين تريد يا عمر؟»، فرد عليه قائلًا: «أريد محمدًا هذا الصابي الذي فرق أمر قريش، وسفه أحلامها، وعاب دينها، وسب آلهتها فأقتله.»، فلمّا عرف أنه يتجه لقتل النبي قال له: «والله لقد غرتك نفسك يا عمر، أترى بني عبد مناف تاركيك تمشي على الأرض وقد قتلت محمدًا؟ أفلا ترجع إلى أهل بيتك فتقيم أمرهم؟ فإن ابن عمك سعيد بن زيد بن عمرو، وأختك فاطمة بنت الخطاب قد والله أسلما وتابعا محمدًا على دينه؛ فعليك بهما.» فانطلق مسرعًا غاضبًا إليهما، فوجد الصحابي خباب بن الأرت يجلس معهما يعلمهما القرآن، فضرب سعيدًا، وضرب فاطمة بشيْءٍ في يديه على رأسها فسال الدم، فلمَّا رأت الدم، بكت وقالت: «يَا ابْنَ الْخَطَّابِ مَا كُنْتَ فَاعِلًا فَافْعَلْ، فَقَدْ أَسْلَمْتُ»، فدخل غاضبًا حتى جلس على السريرِ، فنظر إلى صحيفة وَسْطَ الْبَيت، فقال: «ما هذه الصحيفة؟ أَعطنيها»، فلما أراد عمر قراءة ما فيها أبت أخته أن يحملها إلا أن يغتسل، فتوضأ عمر وقرأ الصحيفة وإذ فيها: ﴿طه ۝١ مَا أَنْزَلْنَا عَلَيْكَ الْقُرْآنَ لِتَشْقَى ۝٢ إِلَّا تَذْكِرَةً لِمَنْ يَخْشَى ۝٣ تَنْزِيلًا مِمَّنْ خَلَقَ الْأَرْضَ وَالسَّمَاوَاتِ الْعُلَا ۝٤ الرَّحْمَنُ عَلَى الْعَرْشِ اسْتَوَى ۝٥ لَهُ مَا فِي السَّمَاوَاتِ وَمَا فِي الْأَرْضِ وَمَا بَيْنَهُمَا وَمَا تَحْتَ الثَّرَى ۝٦﴾ [طه:1–6]، فقال عمر: «دلوني على محمد»، فذهب إلى النبي وأسلم عنده.

### هجرته
لم يهاجر سعيد مع من هاجر إلى الحبشة؛ لأنه كان من الأشراف ومن رؤوس قريش وساداتهم، فلم يكن يناله من العذاب ما ينال غيره من المستضعفين، وكان سعيد بن زيد وزوجته فاطمة من المهاجرين الأوليين إلى المدينة المنورة، وروى ابن كثير أنه كان من الذين هاجروا مع عمر بن الخطاب علانيةً، حيث تقلد عمر بن الخطاب سيفه ووضع قوسه على كتفه وحمل أسهمًا، وذهب إلى الكعبة حيث طاف سبع مرات، ثم توجه إلى مقام إبراهيم فصلى، ثم قال لحلقات قريش المجتمعة: «شاهت الوجوه، لا يُرغم الله إلا هذه المعاطس، من أراد أن تثكله أمه وييتم ولده أو يُرمل زوجته فليلقني وراء هذا الوادي». ثم مضى إلى يثرب ومعه ما يقارب العشرين شخصًا من أهله وقومه، منهم أخوه زيد بن الخطاب، وعمرو بن سراقة وأخوه عبد الله، وخنيس بن حذافة، وابن عمه سعيد بن زيد، ونزلوا عند وصولهم في قباء عند رفاعة بن عبد المنذر، وكان قد سبقه مصعب بن عمير وابن أم مكتوم وبلال بن رباح وسعد بن أبي وقاص وعمار بن ياسر. وآخى النبي بينه وبين أبي بن كعب، وروى ذلك ابن الأثير، وابن إسحاق، وقال ابن سعد: «آخى رسول الله ﷺ بين سعيد بن زيد ورافع بن مالك الزرقي.»

## غزواته في عهد النبي محمد
شهد سعيد بن زيد جميع المشاهد والغزوات مع النبي إلا غزوة بدر، فشهد غزوة أحد والخندق وبيعة الرضوان وما بعدها من المشاهد، وكان سعيد يبلي بلاءً حسنًا في هذه الغزوات وملازمًا للنبي محمد، فعن سعيد بن جبير: «كان مقام أَبي بكر وعمر، وعثمان، وعلي، وطلحة، والزبير، وسعد، وعبد الرحمن بن عوف وسعيد بن زيد، كانوا أَمام رسول الله صَلَّى الله عليه وسلم في القتال ووراءَه في الصلاة»، وكان سعيد يقول: «والله لمشهد شهده أحدكم مع رسول الله، تغبّر فيه وجهه، أفضل من عمر أحدكم ولو عمَّر عمر نوح»
وكان سبب عدم مشاركته في غزوة بدر أن النبي محمد أرسل طلحة بن عبيد الله وسعيد بن زيد في سرية تُسمى سرية ذي العشيرة ليتحسّبا خبر عير قريش القافلة من الشام، فخرجا حتّى بلغا الحوراء، فلم يزالا مقيمين هناك حتّى مَرّت بهما العِير، ولكن بلغ النبي محمد الخبر قبل رجوع طلحة وسعيد إليه، فنَدَبَ أصحابه وجهز جيشًا لملاقاة القافلة، ولكن استطاعت القافلة الإفلات، ثم عاد طلحة بن عبيد الله وسعيد بن زيد إلى المدينة المنورة ليُخبرا النبي عن خبر العير؛ ولم يَعْلَما بخروجه، فَقَدِمَا المدينة في اليوم الذي حدثت فيه المعركة بين المسلمين وقريش ببدر، فخرجا من المدينة فلقياه النبي مُنْصَرِفًا من بدر، فلم يشهد طلحة وسعيد غزوة بدر لذلك، فضرب لهما النبي بسهامهما وأجورهما في غزوة بدر فكانا كَمَنْ شَهِدَها.
```
فقَالَ أَهْلُ التَّارِيخِ:
[
2
]
 
«
قَدِمَ سَعِيدُ بْنُ زَيْدٍ مِنَ الشَّامِ بَعْدَ مَا قَدِمَ رَسُولُ اللَّهِ صَلَّى اللَّهُ عَلَيْهِ وَسَلَّمَ مِنْ بَدْرٍ، فَضَرَبَ لَهُ رَسُولُ اللَّهِ صَلَّى اللَّهُ عَلَيْهِ وَسَلَّمَ بِسَهْمِهِ، قَالَ: وَأَجْرِي، قَالَ: «وَأَجْرُكَ».
»
 بينما ذكر البعض سببًا أخر فقال 
الزبير بن بكار
 في سبب تخلفه عن الغزوة أنه كان في تجارة بالشام عندما وقعت الغزوة.
[
34
]
```

## في عهد الخلفاء الراشدين

### معركة اليرموك ونيابة دمشق

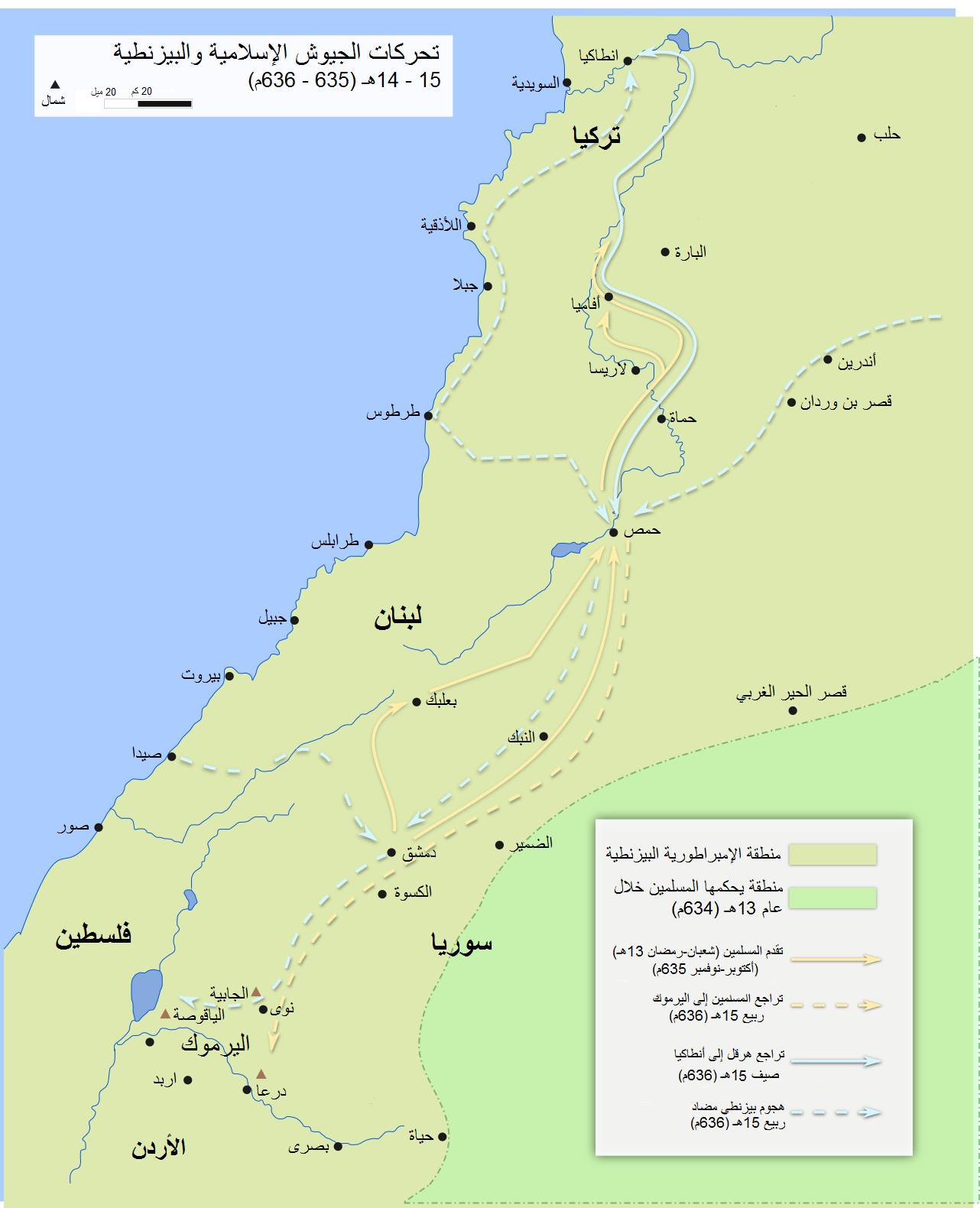
تحركات القوات الإسلامية والبيزنطية قبل معركة اليرموك، وقد بُيِّنَت البلدان الحديثة.

في عهد أبي بكر الصديق توجه سعيد بن زيد للقتال في بلاد الشام، ولم يكن أميرًا بل كان من ضمن الأجناد، ثم شارك في معركة اليرموك وكان من قادتها، فكان أمراء الأرباع في ذلك اليوم: أبو عبيدة بن الجراح، وعمرو بن العاص، وشرحبيل بن حسنة، ويزيد بن أبي سفيان، وكان على الميمنة معاذ بن جبل، وعلى الميسرة نفاثة بن أسامة الكناني، وعلى الرجّالة هاشم بن عتبة بن أبي وقاص، وعلى الخيالة خالد بن الوليد وهو المشير في الحرب، فلمّا التقي الجمعان أشار خالد على أبي عبيدة أن يفرق الخيل فرقتين، ويجعلها وراء الميمنة والميسرة حتى إذا صدموهم كانوا لهم ردءًا فيأتوهم من ورائهم، فكان خالد في أحد الخيلين من وراء الميمنة، وجعل قيس بن هبيرة في الخيل الأخرى، وأمر أبا عبيدة أن يتأخر عن القلب إلى وراء الجيش كله، لكي إذا رآه المنهزم استحى منه ورجع إلى القتال، فجعل أبو عبيدة مكانه في القلب سعيد بن زيد، فكان لسعيد الدور البارز في المعركة، يقول حبيب بن سلمة: «اضطررنا يوم اليرموك إلى سعيد بن زيد، فلله در سعيد، ما سعيد يومئذٍ إلا مثل الأسد، لمّا نظر إلى الروم وخافها، اقتحم إلى الأرض، وجثا على ركبتيه، حتى إذا دنوا منه وثب في وجوههم مثل اللَّيث، فطعن برايته أول رجل من القوم فقتله، وأخذ والله يقاتل راجلاً قتال الرجل الشجاع البأس فارسًا ويعطف الناس إليه»، وانتهت المعركة بانتصار المسلمين على الروم.

ويروي سعيد بن زيد قصة معركة اليرموك فيقول:
| سعيد بن زيد | لمَّا كان يوم اليرموك كنا أربعة وعشرين ألفُا ونحوًا من ذلك. فخرجت لنا الروم بعشرين ومائة ألف. وأقبلوا علينا بخطى ثقيلة كأنهم الجبال تحركها أيد خفية. وسار أمامهم الأساقفة والبطاركة والقسيسون يحملون الصلبان وهم يجهرون بالصلوات فيرددها الجيش من ورائهم وله هزيم كهزيم الرعد. فلما رآهم المسلمون على حالهم هذه هالتهم كثرتهم وخالط قلوبهم شيء من خوفهم. عند ذلك قام أبو عبيدة فخطب في الناس وحثهم على القتال. عند ذلك خرج رجل من صفوف المسلمين وقال لأبي عبيدة: إني أزمعت على أن أقضي أمري الساعة. فهل لك من رسالة تبعث بها إلى رسول الله؟ فقال أبو عبيدة: نعم. تقرئه مني ومن المسلمين السلام وتقول له: يا رسول الله إنا وجدنا ما وعدنا ربنا حقًا. | سعيد بن زيد |

كما شهد سعيد فتح دمشق أيضًا، وذكر سيف بن عمر البرجمي أن أبا عبيدة بن الجراح لما فرغ من فتح دمشق، كتب إلى أهل إيلياء يدعوهم إلى الإسلام أو الجزية أو الحرب، فلم يجيبوا إلى ذلك، فسار إليهم، واستخلف على دمشق سعيد بن زيد، فكان أول من عمل نيابة دمشق من المسلمين. وقد ذكر صلاح الدين الصفدي ذلك في كتابه تحفة ذوي الألباب:

### خلافة عثمان وعلي
كان سعيد بن زيد من جملة من بايع لعمر بن الخطاب، ولم يذكره عمر في أهل الشورى الذين اختاروا الخليفة من بعده؛ وإنما تركه عمر لئلا يبقى له فيه شائبة حظ، لأنه زوج أخته وابن عمه، ولم يتول سعيد بعده ولاية، ثم كان من جملة من بايع لعثمان بن عفان بعد انتهاء الشورى له، ثم بايع عليًا بعد مقتل عثمان، ولم يُذكَر في الأحداث والغزوات في عهد عثمان، وليس له ذكرًا في فتنة مقتل عثمان، ولا في وقعتي الجمل صفين، ويُرجّح أن كان من معتزلي الفتنة. فظل يسكن في أرضه بالعقيق، وقال أبو نعيم الأصبهاني: «كان عثمانُ قد أقْطَع سعيدًا أرضًا بالكوفة، فنزلها وسكنها إلى أن مات»، والأشهر أن الأرض بالعقيق من نواحي المدينة. وكان سعيد يرغب عن الولاية، يقول أبو نعيم الأصبهاني: «رغب عن الولاية، وتشمر في الرعاية، قمع نفسه، وأخفى عن المنافسة في الدنيا شخصه، وبلغة العصر نقول: هو جندي مجهول.»

## في عهد معاوية بن أبي سفيان

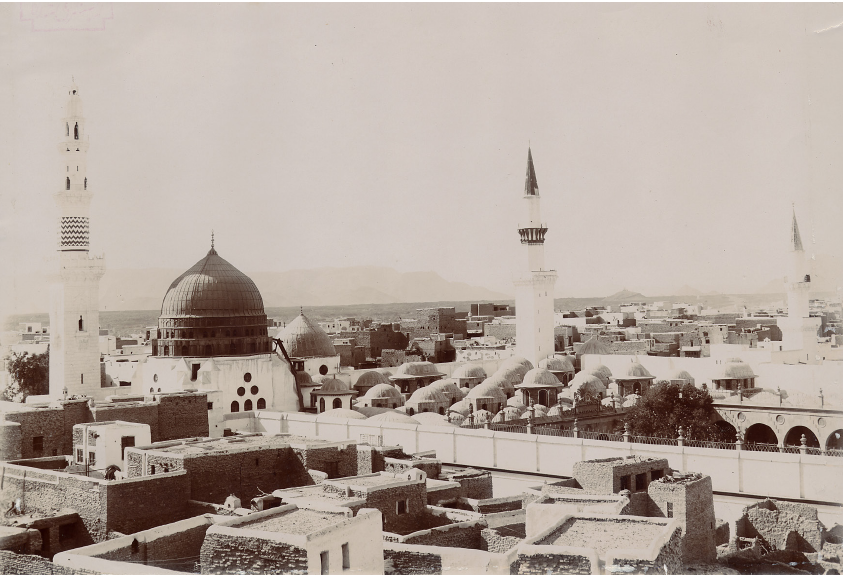
منظر عام للمدينة المنورة قديمًا.

بايع سعيد لمعاوية بن أبي سفيان بعد صلحه مع الحسن بن علي سنة 41 هـ، وكان يسكن في أرضه بالعقيق أثناء ولاية مروان بن الحكم للمدينة المنورة، ولم يبايع سعيد ليزيد بن معاوية، فلمّا كتب معاوية إلى مروان بالمدينة أن يبايع لابنه يزيد للخلافة من بعده، جاء رجل من أهل الشام وقال لمروان: «ما يحسبك؟» قال: «حتى يجيء سعيد بن زيد فيبايع؛ فإنه سيد أهل البلد، إذا بايع بايع الناس»، قال الشامي: «أفلا أذهب فآتيك به؟»، فذهب الشامي إلى سعيد بن زيد وقال له: «انطلق فبايع.» قال سعيد: «انطلق، فسأجيء فأبايع»، فقال الشامي: «لتنطلقن، أو لأضربن عنقك.» قال: «تضرب عنقي؟ فوالله إنك لتدعوني إلى قوم أنا قاتلتهم على الإسلام.» فرجع الشامي إلى مروان، فأخبره، فقال له مروان: اسكت. ثم ماتت أحد أمهات المؤمنين وكانت قد أوصت أن يصلي عليها سعيد بن زيد، فقال الشامي لمروان: «ما يحبسك أن تصلي على أم المؤمنين.» قال: «انتظر الذي أردت أن تضرب عنقه، فإنها أوصت أن يصلي عليها.» فقال الشامي: «استغفر الله.»

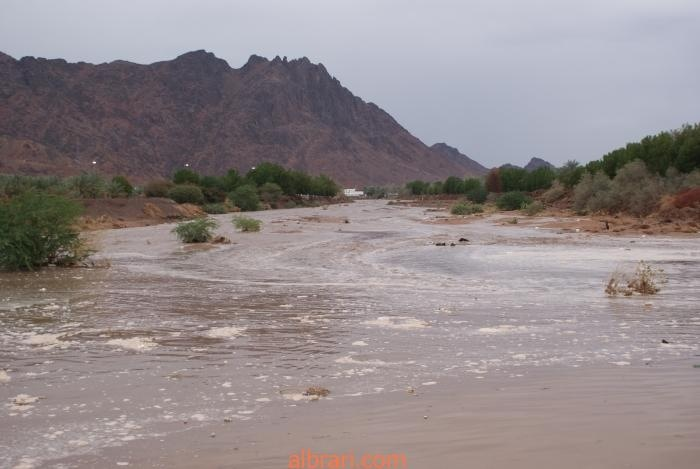
وادي العقيق أحد أودية المدينة المنورة

وفي عهد خلافة معاوية، ذهبت أروى بنت أويس إلى مروان بن الحكم، وادعت أن سعيد بن زيد ظلمها وأخذ أرضها، فتنازل لها سعيد عن أرضه، ودعا عليها - وكان مجاب الدعوة - إن كانت كاذبة أن يعميها الله ويُميتها في أرضها، فكان أهل المدينة إذا دعوا قالوا: أعماه الله كعمى أروى، فعن أبي بكر بن محمد بن عمرو بن حزم قال:
| سعيد بن زيد | جاءت أروى بنت أويس إلى أبي محمد بن عمرو بن حازم فقالت له:" يا أبا عبد الملك؛ إن سعيد بن زيد بن عمرو بن نفيل قد بنى ضفيرةً في حَقّي فأْتِه بكلمة فلينزع عن حقّي، فوالله لئن لم يفعل لأصيحنَّ به في مسجد رسول الله ﷺ." فقال لها: "لا تؤذي صاحبَ رسول الله صَلَّى الله عليه وسلم، فما كان ليظلمَك ولا ليأخذَ لك حقًّا." فخرجت وجاءت عمارة بن عمرو، وعبد الله بن سلمة، فقالت لهما: "ائتيا سعيد بن زيد فإنه قد ظلمني وبنَى ضفِيرةً في حقّي، فوالله لئن لم ينزع لأصيحنَّ به في مسجد رسول الله ﷺ." فخرجا حتى أتياه في أَرضِه بالعقيق، فقال لهما: "ما أتى بكما؟" قالا: "جاءتنا أروى بنت أويس، فزعمت أنك بنيْتَ ضفيرة في حقَّها، وحلفَتْ بالله لئن لم تنزع لتصيحنّ بك في مسجد رسول الله صَلَّى الله عليه وسلم؛ فأحببنا أن نأتيكَ، ونذكر ذلك لك." فقال لهما: "إني سمعْتُ رسول الله ﷺ يقول: "مَنْ أَخَذَ شِبْرًا مِنَ الأَرْضِ بِغَيْرِ حَقِّهِ يُطَوِّقهُ اللَّهُ يَوْمَ الْقِيَامَةِ مِنْ سَبْعِ أَرَضِينَ". فلتأْتِ فلتأْخذ ما كان لها من حق، اللهم إن كانَتْ كاذبة فلا تمِتْها حتى تُعْمي بصرها وتجعل ميتتها فيها، فرجعوا فأخبروها ذلك فجاءت فهدمت الضَّفيرة، وبنتْ بنيانا، فلم تمكث إلا قليلًا حتى عميت، وكانت تقومُ بالليل ومعها جارية لها تقودها لتوقظ العمّال، فقامت ليلةً وتركت الجارية فلم توقظها، فخرجت تَمْشي حتى سقطت في البئر، فأصبحت ميتة. | سعيد بن زيد |

ويبدو أن سعيد بن زيد عاش فترةً في الكوفة في زمن معاوية، وكان واليها المغيرة بن شعبة، وكان في الكوفة خطباء يقعون في علي بن أبي طالب، فأنكر سعيد ذلك، فعن عبد الله بن ظالم المازني قال: «لما خرج معاوية رضي الله عنه من الكوفة استعمل المغيرة بن شعبة رضي الله عنه، قال: فأقام خطباء يقعون في علي وأنا إلى جنب سعيد بن زيد. قال: فغضب فقام فأخذ بيدي فتبعته، فقال: ألا ترى إلى هذا الرجل الظالم لنفسه الذي يأمر بلعن رجل من أهل الجنة فأشهد على التسعة أنهم في الجنة ولو شهدت على العاشر لم آثم.»

### وفاته
تُوفي سعيد بن زيد بالعَقيق، فحُمِل إلى المدينة، وكان ذلك سنة إِحدى وخمسين في خلافة معاوية بن أبي سفيان، وقيل سنة خمسين، وهو ابن بضع وسبعين سنة، وكان موته يوم الجمعة، فركب إِليه ابن عمر بعد أن تعالى النهار واقتربت صلاة الجمعة فترك الجمعة، وغسّله سعد بن أبي وقاص، ثم أتى البيت فاغتسل فلما فرغ خرج وقال لمن معه: «أَمَا إِنِّي لَمْ أَغْتَسِلْ مِنْ غُسْلِي إِيَّاهُ وَلَكِنِّي اغْتَسَلْتُ مِنَ الْحَرِّ.»، ودُفِنَ بالمدينة. نزل في قبره سعد بن أبي وقاص وابن عمر، بينما زعم الهيثم بن عديّ أنه مات بالكوفة، وصلَّى عليه المغيرة بن شعبة، وعاش ثلاثًا وسبعين سنة، والأول أصح.

## أسرته

### زوجاته

شجرة أبناء وزوجات الصحابي سعيد بن زيد

اختلفت كتب التراجم في عدد زوجات سعيد بن زيد وأسمائهم، فذكر محمد بن سعد البغدادي في كتابه الطبقات الكبرى منهم عشر زوجات هن:
- فاطمة بنت الخطاب أم جميل، يقال لها أميمة أو رملة،[56] أولى زوجات سعيد بن زيد،[57] أمّها حَنْتمة بنت هاشم بن المغيرة، وهي أخت عمر بن الخطاب، أسلمت قديمًا أول الإسلام مع زوجها سعيد، وكانت سببًا في إسلام أخيها عمر،[58] أنجبت لسعيد ولدًا واحدًا وهو عبد الرحمن.[56]
- حَزْمَة بنت قيس أو خيرة بنت قيس الفهرية أخت فاطمة بنت قيس الفهرية، لها حديث في مسند الشاميين للطبراني،[59] أنجبت لسعيد ثلاثة أولاد هم: محمدًا وإبراهيم الأصغر وعبد الله الأصغر، وسبع بنات هن: أمّ حبيب الكبرى وأمّ الحسن الصغرى وأمّ زيد الكبرى وأمّ سلمة وأمّ حبيب الصغرى وأمّ سعيد الكبرى وأمّ زيد الصغرى.
- أمامة بنت الدُّجيج من غسّان تزوجها سعيد وأنجبت له عبد الرحمن الأصغر، وعمر الأصغر، وأمّ موسى، وأمّ الحسن الكبرى.
- جليسة بنت سُويد بن صامت تزوجها سعيد وأنجبت له زيد، وعبد الله الأكبر، وعاتكة.
- ضُبْخ بنت الأصبغ بن شعيب بن ربيع بن مسعود بن مصاد بن حصن بن كعب بن عُليم من بني كلب، تزوجها سعيد وأنجبت له عمرو الأكبر، وطلحة، وزُجْلَة.
- أمّ الأسود امرأة من بني تغلب، أنجبت لسعيد عمرو الأصغر والأسود.
- ابنة قربة من بني تغلب، ذكرها مبهمة، أنجبت لسعيد إبراهيم الأكبر وحفصة.
- أمّ خالد ولم يُذكَر نسبها، أنجبت لسعيد خالد، وأمّ خالد، وأمّ النعمان.
- أمّ بشير بنت أبي مسعود الأنصاريّ أنجبت لسعيد أمّ زيد الصغرى.
- أم ولد، ذكرها مُبهَمة ولم يذكر اسمها، أنجبت له عائشة، وزينب، وأمّ عبد الحَوْلاءِ، وأمّ صالح.
- وزاد عليهم خليفة بن خياط جميلة بنت عبد الله بن قارظ من بني زهرة، ونسب لها من ولد سعيد هشامًا.[60]

### أبناؤه
كان لسعيد بن زيد أبناء كُثُر، قال ابن الجوزي في صفة الصفوة: «رزَقَهُ الله أولاداً كثرى»، وقال أبو نعيم الأصبهاني: «كان عثمانُ قد أقْطَع سعيدًا أرضًا بالكوفة، فنزلها وسكنها إلى أن مات، وسكنها من بعده من بنيه الأسود بن سعيد، وكان له أربعة بنين: عبد الله، وعبد الرّحمن، وزيد، والأسود، كلُّهم أعقب وأنجب.»، وقال: «وعقبه كثير بالكوفة»، فأبناؤه الذكور هم:
| - عبد الله الأكبر، وأمه جليسة بنت سُويد بن صامت، ولا بقية له. - عبد الله الأصغر، وأمه حَزْمَة بنت قيس. - عبد الرحمن الأكبر، وأمه فاطمة بنت الخطاب، ولا بقية له. - عبد الرحمن الأصغر، وأمه أمامة بنت الدُّجيج من غسّان، وكان ثقة قليل الحديث، أنجب زيدًا، وسعيدًا، وفاطمةَ، وعَمْرًا، غسله ابن عمر وحمله وصلى عليه لمّا مات. - إبراهيم الأكبر، وأمه ابنة قربة من بني تغلب. - إبراهيم الأصغر، وأمه حَزْمَة بنت قيس. - عمرو الأكبر، وأمه ضُبْخ بنت الأصبغ بن شعيب. | - عمرو الأصغر، وأمه أمّ الأسود امرأة من بني ثعلب. - عمر الأصغر، وأمه أمامة بنت الدُّجيج من غسّان، لا بقية له. - الأسود، وأمه أمّ الأسود امرأة من بني ثعلب. - طلحة، وأمه ضُبْخ بنت الأصبغ بن شعيب، مات قبل أبيه، ولا بقية له. - محمد، وأمه حَزْمَة بنت قيس. - خالد، وأمه أمّ خالد. - زيد، وأمه جليسة بنت سُويد بن صامت، ولا بقية له. - هشام، وأمه جميلة بنت عبد الله بن قارظ، لم يذكره ابن سعد البغدادي ولا ابن الجوزي، ولكن ذكره خليفة بن خياط في طبقاته. |

وأبناؤه الإناث هن:
| - أم الحسن الكبرى، وأمها أمامة بنت الدُّجيج من غسّان. - أم الحسن الصغرى، وأمها حَزْمَة بنت قيس. - أم حبيب الكبرى، وأمها حَزْمَة بنت قيس. - أم حبيب الصغرى، وأمها حَزْمَة بنت قيس. - أم زيد الكبرى، وأمها حَزْمَة بنت قيس. - أم زيد الصغرى، وأمها أمّ بشير بنت أبي مسعود الأنصاريّ، وكانت زوجة للمختار بن أبي عُبيد. | - عائشة، وأمها أمّ ولد مُبهَمة. - حفصة، وأمها ابنة قربة من بني تغلب. - عاتكة، وأمها جليسة بنت سُويد بن صامت. - زينب، وأمها أمّ ولد مُبهَمة. - أم سلمة، وأمها حَزْمَة بنت قيس. - أم موسى، وأمها أمامة بنت الدُّجيج من غسّان. - أم النعمان، وأمها أمّ خالد. | - أم سعيد، وأمها حَزْمَة بنت قيس، وتوفّيت قبل أبيها. - أم خالد، وأمها أمّ خالد، توفّيت قبل أبيها. - أم صالح، وأمها أمّ ولد مُبهَمة. - أمُ عبدٍ الحولاءُ، وأمها أمّ ولد مُبهَمة. - زُجْلَة، وأمها ضُبْخ بنت الأصبغ بن شعيب. - أسماء، لم يذكره ابن سعد البغدادي ولا ابن الجوزي، ولكن ذكرها ابن حجر العسقلاني وقال أن لها صحبة، وروت حديثًا أخرجه البيهقي والدارقطني في العلل وهو: «لاَ صَلاَةَ لَمِنْ لاَ وُضُوءَ لَهُ». |

## روايته للحديث
كان سعيد بن زيد مُقلّا في رواية الحديث النبوي، فروى ثمانية وأربعين حديثًا جمعها بقي بن مخلد في مسنده، وله في صحيحي البخاري ومسلم حديثان متفق عليهما، وانفرد له البخاري بحديث ثالث، وله في مسند أحمد بن حنبل ثمانية وعشرون حديثًا، وروى عنه من الصّحابة: عبد الله بن عمر بن الخطاب، وعمرو بن حريث، وأبو الطفيل عامر بن واثلة الكناني؛ ومن كبار التابعين: أبو عثمان عبد الرحمن بن مل النهدي البصري، وسعيد بن المسيب، وقيس بن أبي حازم، عبد اللّه بن ظالم المازني، وزِرُّ بن حبيش، وعروة بن الزبير، وأبو سلمة بن عبد الرحمن بن عوف، وغيرهم.
ومن الأحاديث التي رواها سعيد ما رواه عن النبي أنه قال: «من قتل دون ماله فهو شهيد، ومن ظلم من الأرض شبرًا طوقه من سبع أرضين»، كما أنه من رواة حديث العشرة المبشرين بالجنة فقال: «أشهد أني سمعت رسول الله ﷺ يقول: "رسول الله في الجنة، وأبو بكر في الجنة، وعمر في الجنة، وعلي في الجنة، وعثمان في الجنة، وعبد الرحمن في الجنة، وطلحة في الجنة، والزبير في الجنة، وسعد في الجنة، ثم قال: إن شئتم أخبرتكم بالعاشر، ثم ذكر نفسه.»

## منزلته

### عند أهل السنة والجماعة
يعد سعيد بن زيد من الشخصيات المُبجَّلة في الإسلام خاصةً عند أهل السنة والجماعة، حيث يرون أنه من السّابقين الأوّلين إلى الإسلام، وأنه أحد العشرة المبشرين بالجنة، ومن المهاجرين الأولين، شهد بدرًا بسهمه وأجره، ثم شهد ما بعدها من المشاهد، وأنه كان مجاب الدعوة، وأن أبوه زيد بن عمرو بن نفيل كان حنيفيًا على ملة إبراهيم، وقد وردت أحاديث وآثار عديدة تبين فضل سعيد ومكانته، منها:
- عن عبد الرحمن بن عوف عن النبي أنه قال:[معلومة 7][69] | سعيد بن زيد | أبو بكر في الجنة، وعمر في الجنة، وعثمان في الجنة، وعلي في الجنة، وطلحة في الجنة، والزبير في الجنة، وعبد الرحمن بن عوف في الجنة، وسعد بن أبي وقاص في الجنة، وسعيد بن زيد في الجنة وأبو عبيدة بن الجراح في الجنة. | سعيد بن زيد |
- عن عبد الله بن ظالم قال:[70] | سعيد بن زيد | خَطَبَ الْمُغِيرَةُ بْنُ شُعْبَةَ، فَنَالَ مِنْ عَلِيٍّ، فَخَرَجَ سَعِيدُ بْنُ زَيْدٍ فَقَالَ: أَلَا تَعْجَبُ مِنْ هَذَا يَسُبُّ عَلِيًّا رَضِيَ اللَّهُ عَنْهُ؟ أَشْهَدُ عَلَى رَسُولِ اللَّهِ صَلَّى اللَّهُ عَلَيْهِ وَسَلَّمَ، أَنَّا كُنَّا عَلَى حِرَاءٍ أَوْ أُحُدٍ، فَقَالَ النَّبِيُّ صَلَّى اللَّهُ عَلَيْهِ وَسَلَّمَ "اثْبُتْ حِرَاءُ أَوْ أُحُدُ، فَإِنَّمَا عَلَيْكَ صِدِّيقٌ أَوْ شَهِيدٌ"، فَسَمَّى النَّبِيُّ صَلَّى اللَّهُ عَلَيْهِ وَسَلَّمَ الْعَشَرَةَ، فَسَمَّى أَبَا بَكْرٍ، وَعُمَرَ، وَعُثْمَانَ، وَعَلِيًّا، وَطَلْحَةَ، وَالزُّبَيْرَ، وَسَعْدًا، وَعَبْدَ الرَّحْمَنِ بْنَ عَوْفٍ، وَسَمَّى نَفْسَهُ سَعِيدًا. | سعيد بن زيد |
- عن سعيد بن جبير قال:[13] | سعيد بن زيد | كان مقام أَبي بكر وعمر، وعثمان، وعلي، وطلحة، والزبير، وسعد، وعبد الرحمن بن عوف وسعيد بن زيد، كانوا أَمام رسول الله صَلَّى الله عليه وسلم في القتال ووراءَه في الصلاة. | سعيد بن زيد |
- قال ابن حجر العسقلاني:[71]

### عند الشيعة
لا يختلف موقف الشيعة من سعيد بن زيد كثيرًا عن موقفهم تجاه العشرة المبشرين بالجنة، حيث يرى الشيعة بطلان حديث العشرة المبشرين بالجنة وينفونه، ويتهمون سعيد بن زيد أنه وضع هذا الحديث؛ لأنه أحد رواته، كما وجهوا له عدة مطاعن منها أنهم قالوا أنه من شر الأولين والآخرين، وأنه قارون هذه الأمة، ويعتقدون أنه من أعداء آل البيت، وأنه كان يضع الحديث رغم قلة روايته للحديث.

### معلومات
1. ↑  الآدم من الناس: الأسمر (لسان العرب، مادة: أدم) نسخة محفوظة 22 أغسطس 2016 على موقع واي باك مشين.
2. ↑  أخرجه أحمد بن حنبل في مسنده (3/117)، وصححه أحمد شاكر، بينما ضعفه شعيب الأرناؤوط في تحقيق المسند.
3. ↑  قال ابن كثير في البداية والنهاية: «هذا إسناد جيد، وليس هو في شيء من الكتب.»، وقال الذهبي في سير أعلام النبلاء: «غريب. رواه الباغندي عن الأشج»، وحسنه الألباني في صحيح الجامع برقم 3367
4. ↑  قال المحب الطبري: «هي المؤاخاة التي كانت بين المهاجرين والأنصار ليُذهِب عن المهاجرين وحشة الغربة ويؤنسهم بهم وليُشد بعضهم أزر بعض» (الرياض النضرة جـ 1ـ صـ 202)
5. ↑  بوب البخاري في صحيحه: «باب غسل الميت ووضوئه بالماء والسدر وحنط ابن عمر  ابنًا لسعيد بن زيد وحمله وصلى ولم يتوضأ»، قال ابن حجر العسقلاني في فتح الباري: «هو عبد الرحمن»
6. ↑  قال ابن حجر العسقلاني في الإصابة: «لها ولأبيها صحبة. وأخرج حديثها الدارقطني في العلل، مِنْ رواية حفص بن غياث، عن أبي حرملة، عن أبي، فقال: عن رَباح بن عبد الرحمن، حدثتني جدتي أنها سمعَتْ رسولَ الله ﷺ يقول: "لاَ صَلاَةَ لَمِنْ لاَ وُضُوءَ لَهُ"، وأخرجه الْبَيْهَقِيُّ، وقال: جدته أسماء بنت سعيد بن زيد.»
7. ↑  رواه الترمذي في سننه عن عبد الرحمن بن عوف، رقم: 3680.، ورواه ابن حجر العسقلاني في كتابه تخريج مشكاة المصابيح، عن عبد الرحمن بن عوف، ج5، ص436، ورواه السيوطي في كتابه الجامع الصغير، رقم: 73، عن عبد الرحمن بن عوف وسعيد بن زيد، وقال عنه: صحيح، رواه أحمد بن حنبل في مسنده عن عبد الرحمن بن عوف، ج3، ص136، وصححه أحمد شاكر، ورواه النسائي في كتابه السنن الكبرى عن عبد الرحمن بن عوف وسعيد بن زيد، رقم:8193، و8194.

### كتب
- سعيد بن زيد - سلسلة أعمدة الإسلام - 11، حلمي علي شعبان، دار الكتب العلمية.
- محض الشيد في مناقب سعيد بن زيد، لابن المبرد
- ابن الحنيف: سعيد بن زيد، دار بغداد للنشر والتوزيع, 2003.

## وصلات خارجية
- رجال حول الرسول: سعيد بن زيد، لمحمد راتب النابلسي.
- راوي العشرة: سعيد بن زيد، موقع الكلم الطيب.
- قصة سعيد بن زيد، موقع موضوع.
- مناقب سعيد بن زيد، مجلة التوحيد، موقع المختار الإسلامي.
- سعيد بن زيد... العشرة المبشرين بالجنة، موقع الأهرام:البوابة الدينية.
- سعيد بن زيد، موقع الصحابة.